# Karel Rachůnek
Karel Rachůnek (27. srpen 1979 Gottwaldov – 7. září 2011 Jaroslavl, Rusko) byl český hokejový obránce, naposled působící v ruském týmu Lokomotiv Jaroslavl.

## Sportovní kariéra
V roce 1997 si odbyl první zápas v extraligovém Zlíně. V tomto roce byl taktéž draftován na 229. místě Ottawou Senators. Většinu sezóny 1999/2000 odehrál za tým Grand Rapids Griffins, hrající IHL. Šest zápasů z této sezóny odehrál za Ottawu. Následující dvě sezóny již odehrál celé v NHL. Sezóna 2002/03 znamenala pro Rachůnka stěhováni do ruského Lokomotiv Jaroslavl, kde odehrál jeden rok. Po roce stráveném v Rusku se opět stěhoval do Ameriky, do Binghamton Senators v AHL, kde odehrál 6 zápasů a do Ottawy. Po dvou letech zde strávených se stěhoval do New Yorku, kde nastoupil za tamní Rangers. Následující sezónu se vrátil do Čech, kde odehrál jeden rok za Znojemské Orly. Následoval opět další stěhování, opět do ruského Jaroslavlu. Poté, co zde strávil dvě sezóny, přestoupil opět do New York Rangers a následně New Jersey Devils. V roce 2008 přestoupil do KHL, kde hrál nejprve za HK Dynamo Moskva, od roku 2010 pak za Lokomotiv Jaroslavl. Na MS 2010 se stal mistrem světa. Sám tomuto úspěchu přispěl vyrovnávacím gólem v semifinále proti Švédsku, který vstřelil pouze 7 sekund před koncem základní hrací doby (tehdy v přímém přenosu České televize zazněla hláška televizního komentátora Roberta Záruby Rachna-kachna, to to letělo). S národním týmem si pak zahrál i na MS 2011 v Bratislavě, kde pomohl k bronzovým medailím. Do povědomí fanoušků se zde zapsal především tvrdým hitem na ruského obra Jevgenije Arťuchina v zápase o bronz, kdy s ním vyrazil plexisklo jako odplatu za nevybíravý zákrok v osmifinálové skupině, kdy Rachůnkovi tento Rus neférovým hitem způsobil tržnou ránu na hlavě. V témže roce se ještě zúčastnil Mistrovství světa v inline hokeji v Pardubicích, kde jako kapitán dovedl českou reprezentaci ke zlatým medailím.

## Úmrtí

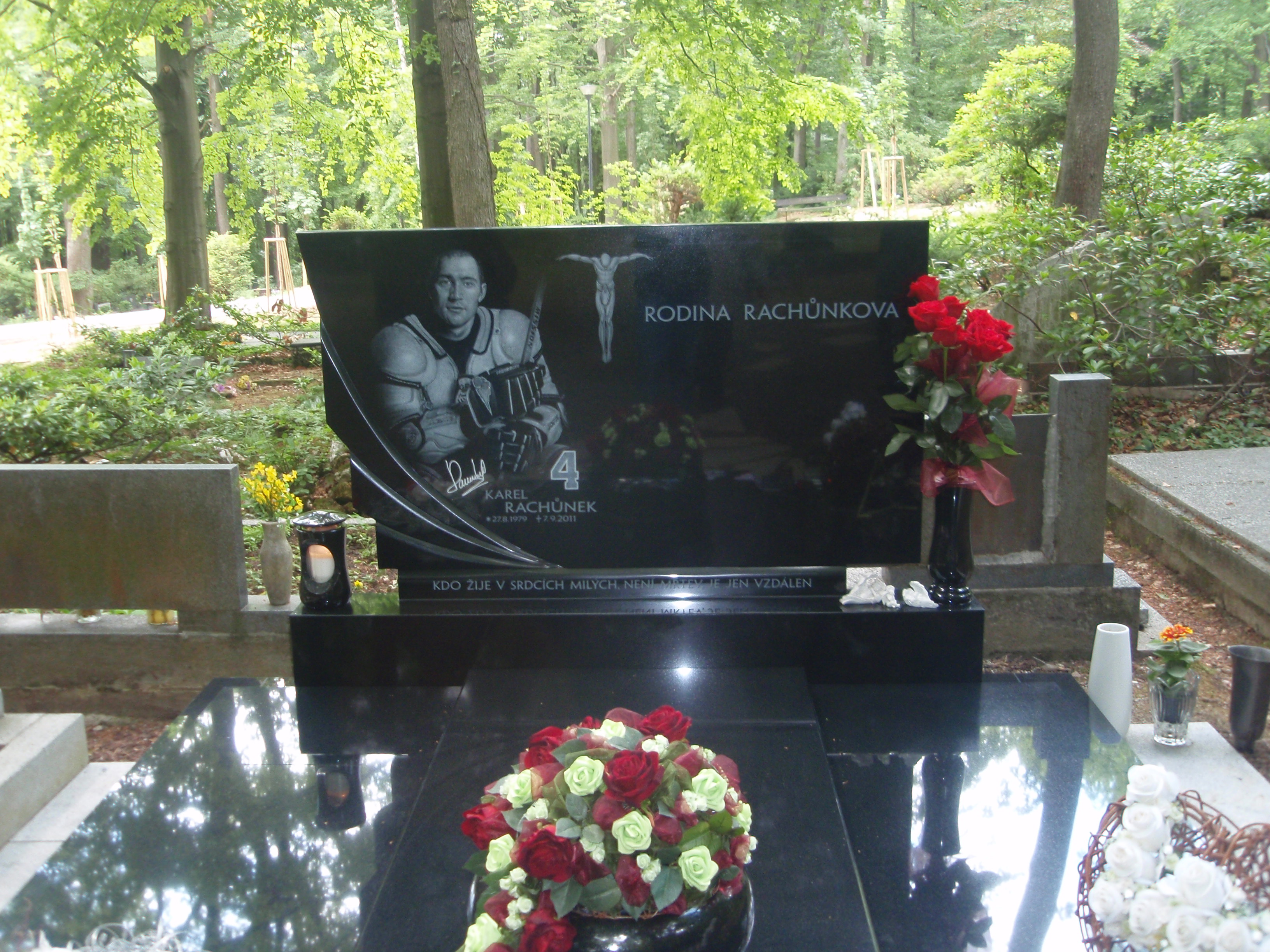
Hrob Karla Rachůnka na Lesním hřbitově ve Zlíně (2012)

Karel Rachůnek zahynul 7. září 2011 při havárii letu z Tunošne do Minsku, když se letadlo s celým týmem Jaroslavle krátce po startu zřítilo. Pochován byl na Lesním hřbitově ve Zlíně.

## Ocenění
Dne 15. prosince 2011 byl uveden do Síně slávy českého hokeje. V divácké anketě České televize Nejslavnější gól, proběhnuvší v květnu 2012 během MS 2012, skončila jeho branka ze semifinále MS 2010 na prvním místě.
V roce 2012 byla po něm v pražských Dolních Chabrech pojmenována ulice.
V sezoně 2012/2013 byl na počest Karla Rachůnka sehrán přátelský zápas mezi mateřským Zlínem a Lokomotivem Jaroslavl. Na tomto benefičním utkání se před vyprodaným zlínským stadionem sešla řada významných hokejových osobností, které uctily památku svého hokejového kamaráda, včetně Jaromíra Jágra. Při této příležitosti byl pod strop ZS Luďka Čajky vyvěšen dres Karla Rachůnka s jeho číslem 4, které bylo navždy vyřazeno ze sady zlínských dresů, stejně jako ze sady dresů národních.
V další anketě České televize Největší bitva národního týmu, která proběhla v květnu 2014 během MS 2014, se umístil na třetím místě za vysklení plexiskla ruským hokejistou Jevgenijem Arťuchinem ve vítězném zápase o bronzové medaile na světovém šampionátu 2011. Ve finálovém hlasování získal celkem 9362 hlasů, což bylo nejvíc ze všech, v celkovém hodnocení jej však předstihly dvě jiné starší akce, neboť podle pravidel se počet hlasů násobil počtem let, které od konkrétního okamžiku uplynuly.

## Další činnost
Karel Rachůnek se mimo hokeje také věnoval dobročinným aktivitám. Stal se například spoluzakladatelem Slovácké benefice, která se každoročně koná v Uherském Hradišti nebo v sousedním Starém Městě a má za úkol získat finanční prostředky pro podporu domova zdravotně postižených v nedalekém Velehradě.

### Televizní dokumenty
Karel Rachůnek se zúčastnil natáčení dokumentů České televize, věnujících se účasti českého týmu na mistrovství světa:
- Tým na hraně (2010)
- Bronzové halušky (2011)

## Ocenění a úspěchy
- 2001 NHL - Nováček měsíce ledna 2001
- 2002 NHL - YoungStars Roster
- 2009 KHL - Utkání hvězd
- 2009 KHL - Obránce měsíce prosince 2008
- 2009 KHL - Nejlepší střelec mezi obránci v playoff
- 2011 KHL - Utkání hvězd
- 2011 KHL - Nejlepší obránce
- 2011 KHL - Obránce měsíce února 2011
- 2011 KHL - Nejproduktivnější obránce
- 2011 KHL - Nejlepší střelec mezi obránci v playoff
- 2011 KHL - Nejproduktivnější obránce v playoff

## Prvenství

### ČHL
- Debut - 19. září 1997 (HC Železárny Třinec proti HC ZPS-Barum Zlín)
- První gól - 3. března 1998 (HC ZPS-Barum Zlín proti HC Slezan Opava, českému brankáři Rostislavu Haasovi)
- První asistence - 21. září 1997 (HC České Budějovice proti HC ZPS-Barum Zlín)

### NHL
- Debut - 31. října 1999 (Atlanta Thrashers proti Ottawa Senators)
- První asistence - 11. listopadu 2000 (Philadelphia Flyers proti Ottawa Senators)
- První gól - 16. ledna 2001 (Ottawa Senators proti Los Angeles Kings, kanadskému brankáři Jamie Storr)

### KHL
- Debut - 3. září 2008 (HK Sibir Novosibirsk proti HK Dynamo Moskva)
- První asistence - 3. září 2008 (HK Sibir Novosibirsk proti HK Dynamo Moskva)
- První gól - 15. září 2008 (HK Dynamo Moskva proti HC MVD Balašicha, ruskému brankáři Michajlu Birjukovi)

## Klubová statistika
| Sezóna       | Klub                  | Soutěž       |     | Základní část | Základní část | Základní část | Základní část | Základní část |    | Play off | Play off | Play off | Play off | Play off |
| Sezóna       | Klub                  | Soutěž       | Z   | G             | A             | B             | TM            | Z             | G  | A        | B        | TM       |          |          |
| 1995–96      | AC ZPS Zlín           | ČHL-18       | 38  | 8             | 11            | 19            |               | —             | —  | —        | —        | —        |          |          |
| 1996–97      | HC ZPS-Barum Zlín     | ČHL-20       | 27  | 2             | 11            | 13            |               | —             | —  | —        | —        | —        |          |          |
| 1997–98      | HC ZPS-Barum Zlín     | ČHL          | 28  | 1             | 2             | 3             | 16            | —             | —  | —        | —        | —        |          |          |
| 1997–98      | IHC Prostějov         | 1.ČHL        | 7   | 1             | 1             | 2             |               | —             | —  | —        | —        | —        |          |          |
| 1998–99      | HC ZPS-Barum Zlín     | ČHL          | 39  | 3             | 9             | 12            | 88            | 6             | 0  | 0        | 0        | 4        |          |          |
| 1999–00      | Ottawa Senators       | NHL          | 6   | 0             | 0             | 0             | 2             | —             | —  | —        | —        | —        |          |          |
| 1999–00      | Grand Rapids Griffins | IHL          | 62  | 6             | 20            | 26            | 64            | 9             | 0  | 5        | 5        | 6        |          |          |
| 2000–01      | Ottawa Senators       | NHL          | 71  | 3             | 30            | 33            | 60            | 3             | 0  | 0        | 0        | 0        |          |          |
| 2001–02      | Ottawa Senators       | NHL          | 51  | 3             | 15            | 18            | 24            | —             | —  | —        | —        | —        |          |          |
| 2002–03      | Ottawa Senators       | NHL          | 58  | 4             | 25            | 29            | 30            | 17            | 1  | 3        | 4        | 14       |          |          |
| 2002–03      | Lokomotiv Jaroslavl   | RSL          | 9   | 3             | 0             | 3             | 8             | —             | —  | —        | —        | —        |          |          |
| 2002–03      | Binghamton Senators   | AHL          | 6   | 0             | 2             | 2             | 10            | —             | —  | —        | —        | —        |          |          |
| 2003–04      | Ottawa Senators       | NHL          | 60  | 1             | 16            | 17            | 29            | —             | —  | —        | —        | —        |          |          |
| 2003–04      | New York Rangers      | NHL          | 12  | 1             | 3             | 4             | 4             | —             | —  | —        | —        | —        |          |          |
| 2004–05      | HC JME Znojemští Orli | ČHL          | 21  | 5             | 6             | 11            | 55            | —             | —  | —        | —        | —        |          |          |
| 2004–05      | Lokomotiv Jaroslavl   | RSL          | 27  | 6             | 8             | 14            | 69            | 9             | 2  | 0        | 2        | 6        |          |          |
| 2005–06      | Lokomotiv Jaroslavl   | RSL          | 45  | 11            | 26            | 27            | 73            | 2             | 0  | 0        | 0        | 29       |          |          |
| 2006–07      | New York Rangers      | NHL          | 66  | 6             | 20            | 26            | 38            | 6             | 0  | 4        | 4        | 2        |          |          |
| 2007–08      | New Jersey Devils     | NHL          | 47  | 4             | 9             | 13            | 40            | —             | —  | —        | —        | —        |          |          |
| 2008–09      | HK Dynamo Moskva      | KHL          | 50  | 9             | 23            | 32            | 85            | 12            | 4  | 4        | 8        | 8        |          |          |
| 2009–10      | HK Dynamo Moskva      | KHL          | 52  | 10            | 17            | 27            | 74            | 4             | 0  | 0        | 0        | 6        |          |          |
| 2010–11      | Lokomotiv Jaroslavl   | KHL          | 50  | 11            | 35            | 46            | 99            | 18            | 8  | 5        | 13       | 10       |          |          |
| Celkem v NHL | Celkem v NHL          | Celkem v NHL | 371 | 22            | 118           | 140           | 227           | 26            | 1  | 7        | 8        | 16       |          |          |
| Celkem v KHL | Celkem v KHL          | Celkem v KHL | 152 | 30            | 75            | 105           | 258           | 34            | 12 | 9        | 21       | 24       |          |          |

## Reprezentace
| Rok                       | Tým                       | Soutěž                    | Z  | G | A | B  | TM |
| ------------------------- | ------------------------- | ------------------------- | -- | - | - | -- | -- |
| 1997                      | Česko 18                  | MEJ                       | 6  | 0 | 1 | 1  | 16 |
| 1998                      | Česko 20                  | MSJ                       | 7  | 0 | 0 | 0  | 6  |
| 1999                      | Česko 20                  | MSJ                       | 6  | 1 | 3 | 4  | 4  |
| 2009                      | Česko                     | MS                        | 7  | 0 | 4 | 4  | 2  |
| 2010                      | Česko                     | MS                        | 9  | 2 | 2 | 4  | 10 |
| 2011                      | Česko                     | MS                        | 9  | 1 | 2 | 3  | 6  |
| Juniorská kariéra celkově | Juniorská kariéra celkově | Juniorská kariéra celkově | 19 | 1 | 4 | 5  | 26 |
| Seniorská kariéra celkově | Seniorská kariéra celkově | Seniorská kariéra celkově | 25 | 3 | 8 | 11 | 18 |